# Mirijevski potok
Le Mirijevski potok (en serbe cyrillique : Миријевски поток) est un ruisseau qui coule dans la région de Belgrade, la capitale de la Serbie, dans la municipalité de Palilula.
Le ruisseau fait partie des six cours d'eau parcourant Belgrade, les autres étant la Save, le Danube, la Topčiderska reka, le Banjički potok et le Rakovički potok.

## Parcours

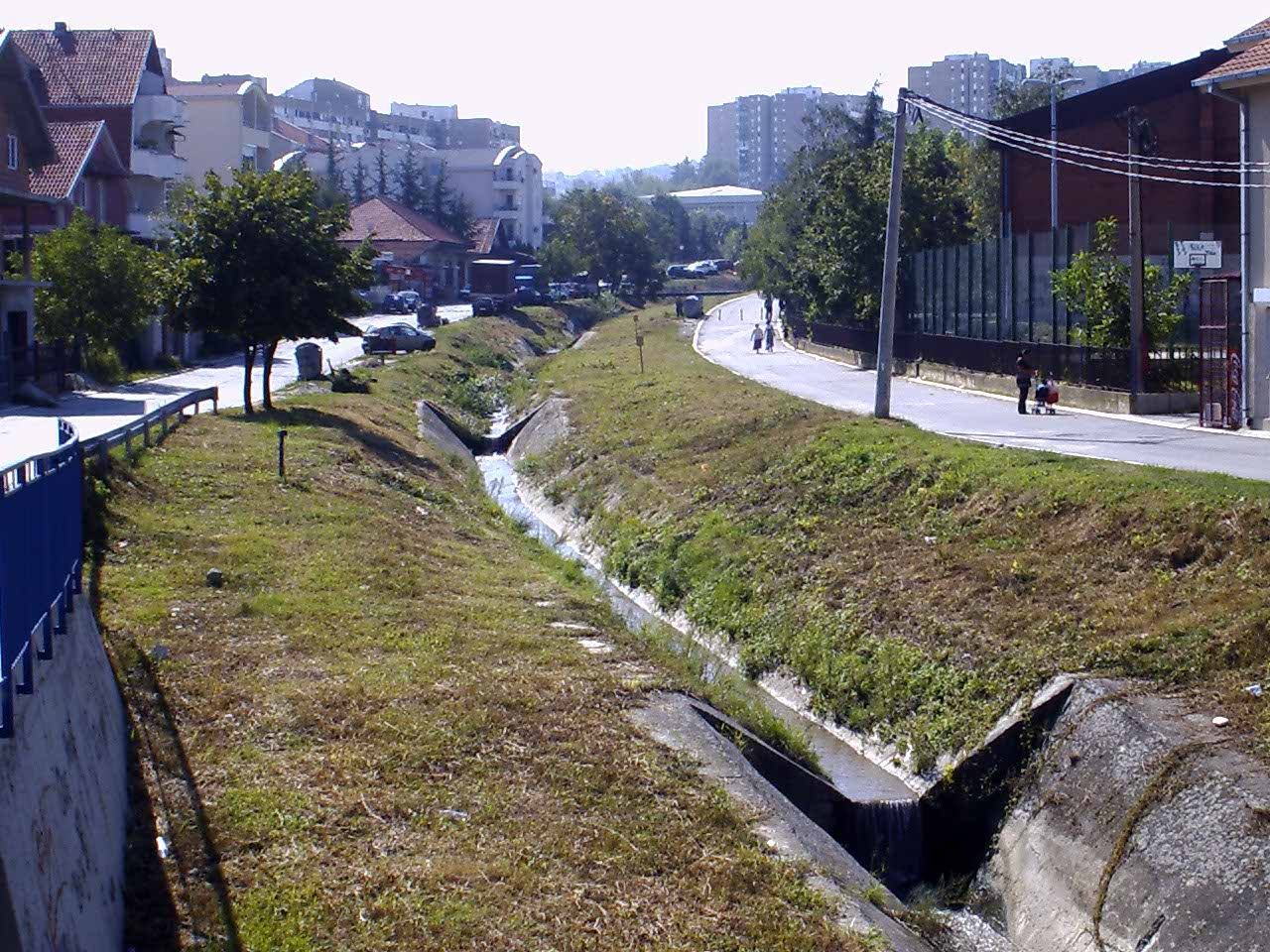
Autre vue du Mirijevski potok

Le Mirijevski potok émerge d'un tunnel situé près de l'école élémentaire Despot Stefan Lazarević dans le quartier de Novo Mirijevo puis s'écoule dans un canal en béton souvent recouvert d'une végétation luxuriante. Le ruisseau s'oriente en général vers le nord ; il laisse à sa droite le Septième lycée de Belgrade à Mirijevo puis passe entre le Mirijevski bulevar et la rue Kornatska, dans les quartiers de Ćalije et de Rospi Ćuprija. Il passe ensuite sous la rue Višnjička et se jette dans un bras du Danube séparé du courant principal par l'île fluviale de Ada Huja.
À sa confluence, le Mirijevski potok se trouve à une altitude de 66 mètres. Sur la rive gauche s'élève la colline de Zvezdara (en serbe : Zvezdarsko brdo) qui atteint 253 m) et, sur la rive droite, se dressent les collines d'Orlovica (également connue sous le nom d'Orlovača, 265 m) et de Lešće (252 m)[réf. nécessaire].
Le Mirijevski potok sert de collecteur pour les eaux usées, ce qui provoque des problèmes écologiques près de l'île de Ada Huja,.

### Extension duMirijevski bulevar

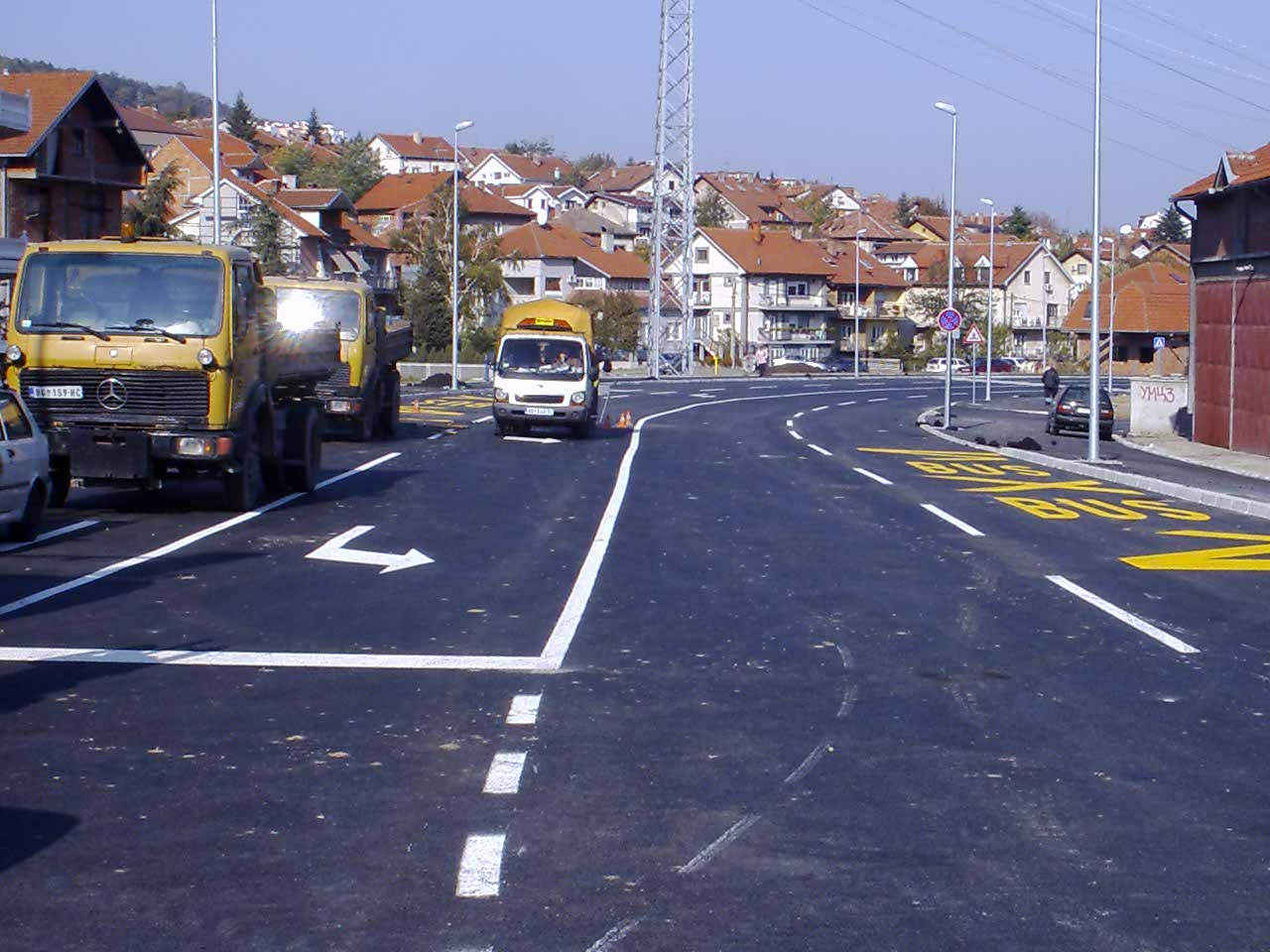
Le Mirijevski bulevar en 2011

En février 2011, des travaux ont été entrepris pour étendre le Mirijevski bulevar jusqu'à la rue Vitezova Karađorđeve zvezde, dans le quartier de Mirijevo. La section, longue de 1 km, correspond au tracé de la rivière qui, désormais coule sous la route. Autour de la chaussée ont été prévus 2 km de systèmes d'alimentation en eau, d'égouts et d'installations de gaz. De cette façon, le Mirijevski potok devrait être protégé de toute pollution.
Les travaux ont été achevés en octobre 2011 et la nouvelle section du boulevard a été ouverte à la circulation le 1er novembre 2011.